# Michelle Hayes
Michelle Hayes (* 24. Mai 1973 in Wembley als Michelle Margret Dillon) ist eine britisch-australische Langstreckenläuferin, Duathletin und Triathletin. Sie ist mehrfache Weltmeisterin und zweifache Olympiastarterin (2000, 2004).

## Werdegang
Als 8-Jährige zog Michelle Dillon mit ihrer Familie von London nach Australien, wo sie ihre Kindheit verbrachte.
1993 wurde sie australische Vizemeisterin im Crosslauf. Bei den Commonwealth Games 1994 in Victoria wurde die für Australien startende Siebente über 10.000 m. 1997 wurde sie Vizeweltmeisterin Duathlon.
1998 zum ersten Mal nahm sie, nun für das Vereinigte Königreich startend, erstmals an einem Weltcuprennen teil.

### Olympische Sommerspiele 2000
2000 startete sie in Sydney im Triathlon bei den Olympischen Sommerspielen, konnte das Rennen aber nicht beenden. In ihrer Laufbahn gewann sie zwei Weltcuprennen und 2001 den Triathlon-Europacup. 2001 wurde sie zum zweiten Mal Vizeweltmeisterin Duathlon.
2002 belegte sie bei der Weltmeisterschaft der ITU den dritten Platz. 2004 gewann sie im Rahmen des Weltcups den Triathlon in Salford.

### Olympische Sommerspiele 2004
Bei den Olympischen Spielen 2004 in Athen wurde sie Sechste im Triathlon (1,5 km Schwimmen, 40 km Radfahren und 10 km Laufen). Ihr Rückstand auf die Siegerin, die Österreicherin Kate Allen betrug etwas mehr als eine Minute.
2005 siegte sie bei der ITU-Weltmeisterschaft im Duathlon (10 km Laufen, 40 km Radfahren und 5 km Laufen) und 2007 wurde sie Weltmeisterschaftszweite im Duathlon. Ebenfalls 2007 gewann sie den London Triathlon auf der olympischen Distanz für sich entscheiden.

### Rücktritt 2008
Im November 2008 beendete sie ihre aktive sportliche Karriere und wechselte mit dem Team Dillon in die Rolle der Trainerin. Seit Januar 2012 ist sie mit dem Triathleten Stuart Hayes (* 1979) verheiratet.

### Comeback 2016
2016 ging sie wieder im Duathlon an den Start und im April wurde sie nationale Vizemeisterin Sprint-Duathlon. Im Juni ging sie ebenso bei der Duathlon-Weltmeisterschaft wieder an den Start und belegte in Spanien den elften Rang – hinter Emma Pallant, welche von ihr trainiert wird und die hier ihren Weltmeister-Titel aus dem Vorjahr erfolgreich verteidigen konnte.

Im September 2018 wurde sie in Australien Triathlon-Weltmeisterin in der Altersklasse 45–49 und konnte diesen Erfolg 2019 wiederholen.
2023 wurde sie in Hamburg Triathlon-Weltmeisterin in der Altersklasse 50–54 und sie konnte diesen Erfolg 2024 in Spanien wiederholen.

## Sportliche Erfolge
| Datum/Jahr    | Rang | Wettbewerb                             | Austragungsort | Zeit        | Bemerkung                                                                                            |
| ------------- | ---- | -------------------------------------- | -------------- | ----------- | --- |
| 17. Okt. 2024 | 1    | ITU Triathlon World Championship 50–54 | Torremolinos   | 01:15:41    | |
| 14. Juli 2023 | 1    | ITU Triathlon World Championship 50–54 | Hamburg        | 01:10:19    | |
| 31. Aug. 2019 | 1    | ITU Triathlon World Championship 45–49 | Lausanne       | 01:09:01    | |
| 13. Sep. 2018 | 1    | ITU Triathlon World Championship 45–49 | Gold Coast     | 01:04:01    | |
| 30. Aug. 2007 | 29   | ITU Triathlon World Championships      | Hamburg        | 01:58:10    | |
| 5. Aug. 2007  | 1    | London Triathlon                       | London         | 01:55:29    | |
| 22. Juli 2007 | 18   | ITU Triathlon World Cup                | Kitzbühel      | 01:56:50    | |
| 6. Mai 2007   | 2    | BG Triathlon Word Cup                  | Lissabon       | 02:06:05    | |
| 3. Sep. 2006  | 2    | Ironman 70.3 Monaco                    | Monaco         | 04:47:03    | hinter der Schweizerin Karin Thürig                                                                  |
| 10. Sep. 2005 | 10   | ITU Triathlon World Championships      | Gamagōri       | 02:01:27    | |
| 25. Aug. 2004 | 6    | Olympische Sommerspiele 2004           | Athen          | 02:05:59    | |
| 25. Juli 2004 | 1    | ITU Triathlon World Cup                | Salford        | 02:08:56    | |
| 9. Mai 2004   | 28   | ITU Triathlon World Championships      | Madeira        | 01:57:34    | |
| 8. Juni 2003  | 1    | ITU Triathlon European Cup             | Swansea        | 01:58:42    | |
| 9. Nov. 2002  | 3    | ITU Triathlon World Championships      | Cancún         | 02:02:10    | |
| 21. Sep. 2002 | 3    | ITU Triathlon World Cup                | Nizza          | 02:02:48    | hinter der US-Amerikanerin Sheila Taormina                                                           |
| 6. Juli 2002  | 12   | ETU Triathlon European Championships   | Győr           | 02:01:16    | Triathlon-Europameisterschaft                                                                        |
| 2. Sep. 2001  | 17   | Goodwill Games                         | Brisbane       | 02:08:30,90 | [ 2 ]                                                                                                |
| 22. Juli 2001 | 22   | ITU Triathlon World Championships      | Edmonton       | 02:03:45    | |
| 23. Juni 2001 | 1    | ETU Triathlon European Championships   | Karlsbad       | 02:20:07    | Triathlon-Europameisterin – fünf Sekunden vor der Zweitplatzierten Kathleen Smet aus Belgien         |
| 13. Mai 2001  | 2    | ITU Triathlon World Cup                | Rennes         | 02:00:21    | |
| 16. Sep. 2000 | DNF  | Olympische Sommerspiele 2000           | Sydney         | –           | |
| 8. Juli 2000  | 9    | ETU Triathlon European Championships   | Stein          | 02:10:52    | Europameisterschaft auf der olympischen Distanz (1,5 km Schwimmen, 40 km Radfahren und 10 km Laufen) |
| 7. Nov. 1999  | 1    | ITU Triathlon World Cup                | Noosa          | 01:55:03    | Siegerin beim Noosa Triathlon                                                                        |
| 12. Sep. 1999 | 14   | ITU Triathlon World Championships      | Montreal       | 01:57:57    | Weltmeisterschaft auf der olympischen Distanz (1,5 km Schwimmen, 40 km Radfahren und 10 km Laufen)   |
| 1. Aug. 1998  | 11   | Alpen-Triathlon                        | Schliersee     | 02:32:01    | |

| Datum/Jahr    | Rang | Wettbewerb                                 | Austragungsort | Zeit     | Bemerkung                                                      |
| ------------- | ---- | ------------------------------------------ | -------------- | -------- | -------------------------------------------------------------- |
| 4. Juni 2016  | 11   | ITU Duathlon World Championships           | Avilés         | 02:03:22 | Duathlon-Weltmeisterschaft                                     |
| 3. Apr. 2016  | 2    | GBR Sprint Duathlon National Championships | Windsor        | 01:04:02 | Zweite hinter Emma Pallant                                     |
| 19. Mai 2007  | 2    | ITU Duathlon World Championships           | Győr           | 01:54:43 | Duathlon-Vizeweltmeisterin auf der Kurzdistanz                 |
| 26. Sep. 2005 | 1    | ITU Duathlon World Championships           | Newcastle      | 02:11:25 | Duathlon-Weltmeisterin auf der Kurzdistanz                     |
| 15. Sep. 2001 | 2    | ITU Duathlon World Championships           | Rimini         | 02:01:03 | Duathlon-Vizeweltmeisterin                                     |
| 14. Sep. 1997 | 2    | ITU Duathlon World Championships           | Gernica        | 02:03:15 | Duathlon-Vizeweltmeisterin                                     |
| 14. Sep. 1997 | 1    | ITU Duathlon World Championship Team       | Gernika        | 06:20:21 | Team-Weltmeisterin Duathlon, mit Clare Carney und Angela Milne |

| Datum/Jahr    | Rang | Wettbewerb                        | Austragungsort | Zeit     | Bemerkung                                  |
| ------------- | ---- | --------------------------------- | -------------- | -------- | ------------------------------------------ |
| 31. Aug. 1999 | 3    | ITU Aquathlon World Championships | Noosa          | 00:37:31 | hinter der Australierin Rina Bradshaw-Hill |

| Datum/Jahr    | Rang | Wettbewerb         | Austragungsort | Zeit     | Bemerkung                          |
| ------------- | ---- | ------------------ | -------------- | -------- | ---------------------------------- |
| 24. Aug. 1994 | 7    | Commonwealth Games | Victoria       | 33:19,01 | über 10.000 m; für Australien      |
| 16. Dez. 1993 |      |                    | Melbourne      | 32:35,40 | persönliche Bestzeit über 10.000 m |

(DNF – Did Not Finish)

## Bestzeiten
- 3000 m: 9:08,68 min, 28. Januar 1994, Canberra
- 5000 m: 15:52,13 min, 19. November 1995, Melbourne
- 10.000 m: 32:35,40 min, 16. Dezember 1993, Melbourne